# فلورنسا فيدور
فلورنسا فيدور (بالإنجليزية: Florence Vidor)‏ هي ممثلة أمريكية، ولدت في 23 يوليو 1895 بهيوستن في الولايات المتحدة، وتوفيت في 3 نوفمبر 1977 في الولايات المتحدة.

## أعمال

### أفلام
- (1928) الوطني

## وصلات خارجية
- فلورنسا فيدور على موقع IMDb (الإنجليزية)
- فلورنسا فيدور على موقع ألو سيني (الفرنسية)
- فلورنسا فيدور على موقع أول موفي (الإنجليزية)
- فلورنسا فيدور على موقع قاعدة بيانات الأفلام السويدية (السويدية)
- فلورنسا فيدور على موقع قاعدة بيانات الفيلم (الإنجليزية)
- فلورنسا فيدور على موقع كينوبويسك (الروسية)